# 표제 음악
표제 음악 (標題音樂, program music)이란 음악 외적인 이야기를 음악적으로 묘사하는 예술 음악의 한 종류이며, 절대 음악과는 반대되는 개념이다. 이야기와 음악의 상관 관계를 프로그램의 해설문을 통해 청중들에게 소개할 수 있다. 표제음악이라고 하는 경우에는 보통 기악곡을 말하며, 순음악과 대립적 입장에 있는 음악을 말한다. 다만 본질적으로는 기악곡이면서 필요상의 수단으로 성악을 도입한 것도 표제음악이라 하기도 한다. 그런 뜻에서 표제음악과 순음악과의 경계는 반드시 명확하게 되어 있다고 할 수 없다. 
표제 음악의 대표적인 예로 베를리오즈의 환상 교향곡이 있는데, 이 곡은 살인, 사형, 그리고 지옥에서의 고통과 결부된 감성적인 시인의 짝사랑에 관한 몽환적이고 병적인 환상에 대해 이야기하고 있다.

## 역사
표제음악이 언제 어디서 발생하였는지 정확한 것은 알려져 있지 않지만, 예술작품으로서 가치가 있고 기악곡이면, 기악과 성악이 분리되기 시작한 르네상스기 이후, 특히 다음의 바로크 시대에 이르러서가 문제로 된다. 그러나 그러한 기악곡에는 물론 성악곡의 강한 영향이 있었으며, 그런 뜻으로는 사냥이나 그 밖의 정경을 그린 14세기 이래의 성악곡, 16세기의 프랑스 샹송, 이탈리아의 프로톨라와 빌라넬라 등도 놓칠 수 없다. 바로크 시대로 접어들면 표제음악은 새로운 활로를 찾은 듯이 많이 작곡되었는데, 그 대표적인 선구자론 <성서 소나타>의 쿠나우, <사계>로 알려진 비발디를 들 수 있다. 그리고 이탈리아의 크리스마스 협주곡도 표제음악의 일종으로 볼 수 있다. 한편 오라토리오, 수난곡, 칸타타, 오페라의 기악부분에서도 표제음악과의 유대를 볼 수 있다. 이 바로크 시대의 표제는 대체로 단순한 것이 많이 있었다. 그리고 그 표제도 감각적이라기보다는 지성적으로, 객관적·보편적으로 음악에서 다루는 경향이 지배적이었다. 고전파의 시대에는 표제음악이 매우 즐겨 작곡된 것은 아니었지만, 역시 바로크 시대의 자세를 계승하고 있었다. 그 중에서도 특히 눈에 띄는 것이 베토벤의 교향곡 6번 <전원>과 몇 개의 서곡이다. 그리고 이들 서곡은 멘델스존 이후의 이른바 연주회용 서곡을 낳는 계기가 되었다고 하겠다.
베를리오즈가 새로운 표제교향곡의 분야를 개척한 <환상교향곡>은 악계에 큰 자극을 주었다. 베를리오즈는 재래의 교향곡 형태에 새로운 감각으로 표제를 붙이고 있었다. 그것은 베토벤의 <전원>과는 완전히 다르며, 인간감정의 움직임을 중시한 것이었다. 이와 같이 하여 낭만파시대에 이르면 다른 음악과 마찬가지로 표제음악도 주관적·주정적(主情的)인 경향을 분명히 나타내고 있다. 리스트도 파리에서 이 교향곡을 알았고, 다감한 청년시대였던 만큼 큰 감명을 받았다. 그러나 이 경우 리스트가 받은 감명은 베를리오즈의 음악내용 그 자체보다도 오히려 베를리오즈의 악기의 새로운 취급에 의한 색채적인 화려한 관현악법과 교향곡과 표제와의 결합법이었다. 물론 베를리오즈가 표제를 다룬 방법에는 아직 많은 결함이 있었다. 표제와 합리적으로 일치된 음악을 두기 위한 새로운 형식을 고안하지 않고 분방(奔放)한 환상적인 표제를 전통적인 형식에 무리하게 결부시켰다. 
리스트는 베를리오즈에게 탄복하면서도 그 결점을 개선하는 데 노력하여, 그 결과로 표제를 다루는 데 새로운 형식이 필요함을 통감하였다. 이리하여 교향곡처럼 다악장의 것이 아니라 표제가 되는 데에 따라 자유롭게 구성된 단일 악장의 교향시라는 것을 창안하였다. 이 같은 고안 또는 발명은 베를리오즈의 작품에 장점과 단점이 있었음이 직접적인 동기가 되었지만, 베토벤과 멘델스존의 서곡, 그리고 슈만과 자신의 피아노곡 등의 영향도 있었다. 그리고 리스트는 여기서 낭만주의자답게 표제를 묘사적으로 하지 않고 도리어 시적으로 다루는 태도를 취하였다. 즉 표제의 시적 관념에 따라, 또한 추상적으로 음악을 작곡하였다. 그 경우 음악은 이 시적 관념의 흐름에 따라 진행되어야 하는데, 리스트의 교향시는 소나타 형식이 아니라, 하나 또는 그 이상의 주제를 이 시적 관념에 따라 자유롭게 변용해 가는 일종의 극히 자유로운 변주곡 같은 것, 또는 긴밀화된 접속곡 같은 것으로 되어 있다. 이와 같이 하여 리스트는 관현악용의 새로운 표제음악으로써 교향시를 탄생시킨 것이다. 
이 리스트의 교향시 스타일은 각국의 작곡가들에 의하여 채용되었고, 또 여러 가지로 개혁이 시행되었다. 그리고 각국의 독특한 음악양식과도 결부되어 다양한 발전을 보였다. 예를 들면 프랑스에서는 인상주의적인 텍스처(書法)와 결부된 작품들이 나왔고, 보헤미아나 러시아 등에서는 국민감정을 강하게 노래한 작품이 작곡되었다. 그러는 가운데에서 표제음악의 세계에 큰 정점(頂點)을 가져온 것이 독일의 R. 슈트라우스였다. R. 슈트라우스는 리스트의 교향시에서 제재의 선택범위가 좁게 한정되어 있는 것을 더욱 확대하는 데 성공하였다. '암흑에서 광명으로'라는 것이 리스트의 근본사상이었기 때문에 이 사상에 합당하지 않은 것은 교향시의 제재로 채용하지 않았다. 슈트라우스는 이와 같은 태도에 동조하지 않았고, 시적 관념을 중시하는 것도 동감하지 않았다. 이리하여 슈트라우스의 교향시 제재는 리스트보다 더 광범위했다. "다만 음악으로 진실을 표현하고, 언어는 다만 암시할 뿐"이라는 슈트라우스의 명언(名言)이 그 교향시의 본질을 해명한다.

## 표재제
표제음악 곡의 내용은  즉시 상상이 된다든가 제명(題名) 자체로 이미 표제 내용이 충분히 이해될 경우에는 이와 같이 표제를 붙이지 않는 경우도 있다. R. 슈트라우스의 <티일>은 그 한 예다. 표제가 되는 것은 반드시 문장이나 시구여야 한다는 것은 아니다. 회화나 조각일 수도 있고, 풍경일 수도 있다. 그리고 거기에 대한 음악이 어느 정도까지 표제에 충실히 따르는가는 전적으로 작곡가의 자유이다. 즉, 표제는 원칙적으로 작곡가의 큰 유인(誘引)이 되어 있으나, 실제로 음악에서 다룰 때에는 다소 충실하고 극명(克明)하게 묘사적인 수법을 써서 줄거리를 따르는 것과 극히 막연하게 취급된 것 등이 있다. 그리고 그 중에는 곡이 다 된 연후에 그 곡에 적합한 표제를 구하기도 하고(리스트의 교향시 <전주곡>은 그 전형적인 예), 그 곡에 알맞는 표제를 새로 붙이기도 한다(R. 슈트라우스의 <죽음과 변용>). 표제의 선택에 따라 자유가 있는 한 이에 따르는 음악의 형식도 일정하지 않은 것은 당연하다. 다시 말해서 종래의 3부형식, 변주곡형식, 론도 형식, 소나타 형식 등에 맞춘 표제음악이면 표제의 줄거리에 제약이 생긴다.

## 표제교향곡
표제교향곡은 대부분의 경우 작곡자 자신이 붙이는 제명일 수는 없고, 곡이 완성된 후에 작곡가 이외의 사람들에 의해 분류의 편의상 사용되는 명칭이다. 글자 그대로 표제가 붙은 교향곡을 말하지만, 예를 들어 하이든의 <고별>이나 <군대>, 또는 모차르트의 <주피터>, 베토벤의 <영웅>과 같은 교향곡에 대해서는 이 명칭을 쓰지 않는다. 이유는 <고별>,  <군대> 등은 곡의 별명 또는 부명(副名)이며 표제가 아니기 때문이다.   표제교향곡에서는 표제에 따라 교향곡 전체가 진행하게 되어 있다. 그러한 최초의 대표적인 예가 베토벤 교향곡 제6번 <전 원>이다. 그리고 베를리오즈의 <환상교향곡>에 이르러 표제교향곡은 새로운 계기를 마련하였으나, 반면에 이런 경우에 음악이 너무도 교향곡이라는 형식에 속박되어 표제와의 결합에 불합리가 발생한다는 결점도 노출되어 교향시 탄생의 계기를 만들었다. 그 뒤로 표제교향곡의 작곡은 내림길이 되었으나, R. 슈트라우스에 의하여 다시 부활하였다. 다만 슈트라우스의 경우에는 그것은 교향시의 확대라고도 할 수 있는 것으로, 전통적인 다악장의 교향곡과는 완전히 다르다.

## 같이 보기
- 캐릭터 피스
- 구상 미술
- 부수 음악
- 재현 (예술)

## 참고 문헌
- 이 문서에는 다음커뮤니케이션(현 카카오)에서 GFDL 또는 CC-SA 라이선스로 배포한 글로벌 세계대백과사전의 "기악곡의 종류" 항목을 기초로 작성된 글이 포함되어 있습니다.